# Cyclostomella disciformis
Cyclostomella disciformis är en svampart som beskrevs av Pat. 1896. Cyclostomella disciformis ingår i släktet Cyclostomella och familjen Parmulariaceae.   Inga underarter finns listade i Catalogue of Life.